# ألبرتو لوسيو
ألبرتو لوسيو (بالإسبانية: Alberto Lucio) (26 يناير 1985 بموريليا في المكسيك - ) هو لاعب كرة قدم مكسيكي في مركز الدفاع. لعب مع نادي موريليا الرياضي.

## وصلات خارجية
- ألبرتو لوسيو على موقع قاعدة بيانات كرة القدم.إي يو (الإنجليزية)